# Armand Sabatier

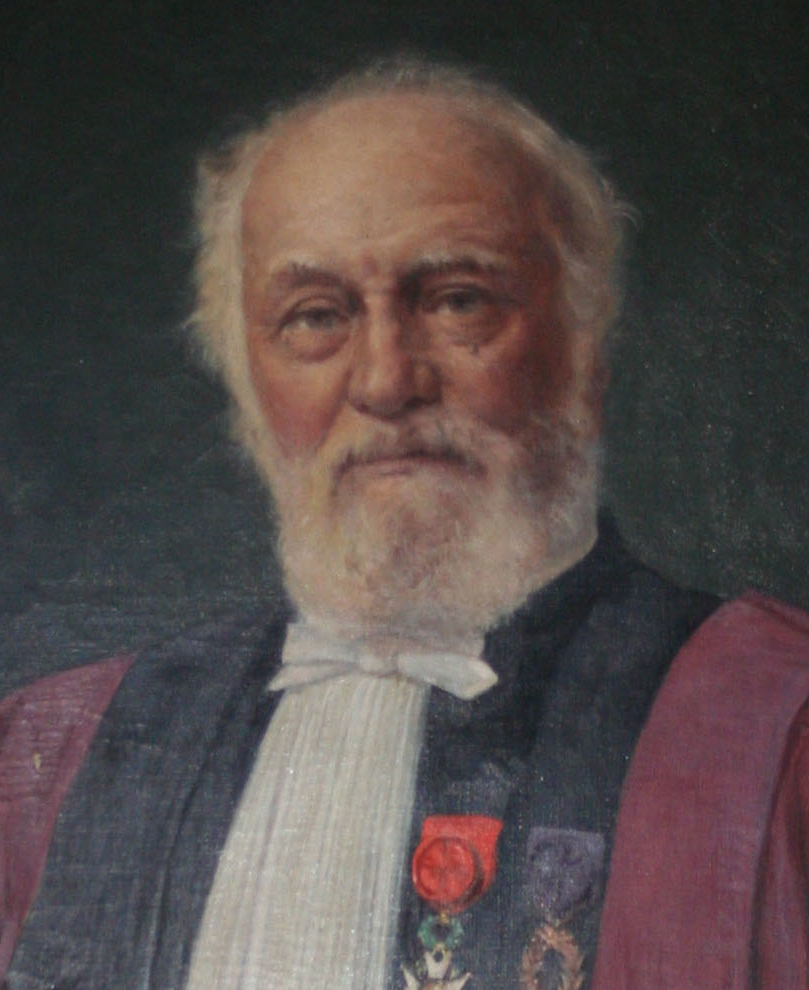
Armand Sabatier

Charles Paul Dieudonné Armand Sabatier (Ganges, 13 januari 1834 - Montpellier, 22 december 1910) was een Franse zoöloog.
Sabatier werd bekend door zijn studies in vergelijkende anatomie van dieren en door zijn onderzoek op het gebied van de fotografie. Hij was lid van de Franse Academie van Wetenschappen van 1835 tot 1910 in de afdelingen zoölogie en anatomie.
In de fotografie is zijn naam verbonden met het Sabattier effect dat hij in 1860 publiceerde in het Franse tijdschrift Cosmos. Bij de presentatie voor de Franse fotografische academie eind 1860 werd zijn naam abusievelijk met dubbel 't' geschreven en daarom wordt sindsdien in de literatuur het effect steeds met dubbele 't' geschreven.
- Bibliothèque nationale de France: cb12193506n (data)
- Gemeinsame Normdatei: 117599603
- International Standard Name Identifier: 0000 0001 1058 9849
- Library of Congress Control Number: no2017065178
- Base Léonore: LH//2427/31
- Nationale Bibliotheek van Tsjechië: skuk0004945
- Nationale Bibliotheek van Israël: 987007341563705171
- Nederlandse Thesaurus van Auteursnamen: 238659488
- Système universitaire de documentation: 030540585
- Virtual International Authority File: 41885535
- WorldCat: E39PBJy8rHXWYFfGbwKfWCdWjC